# كريس غريفين (لاعب كرة قدم أمريكية)
كريس غريفين (بالإنجليزية: Kris Griffin)‏ هو لاعب كرة قدم أمريكية أمريكي، ولد في 27 مايو 1981.

## وصلات خارجية
- كريس غريفين على موقع مرجع كرة القدم المحترفة.كوم (الإنجليزية)
- كريس غريفين على موقع JustSportsStats.com (الإنجليزية)